# 甘露 (魏)
甘露（かんろ）は、三国時代、魏の高貴郷公曹髦の治世に行われた2番目の元号。256年 - 260年。甘露5年は8月に改元されて景元元年となった。

## 西暦・干支との対照表
| 甘露 | 元年  | 2年   | 3年   | 4年   | 5年   |
| 西暦 | 256年 | 257年 | 258年 | 259年 | 260年 |
| 干支 | 丙子  | 丁丑  | 戊寅  | 己卯  | 庚辰  |

## 他元号との対照表
| 甘露 | 元年         | 2年    | 3年          | 4年   | 5年   |
| 蜀   | 延熙19       | 延熙20 | 景耀元       | 景耀2 | 景耀3 |
| 呉   | 五鳳3 太平元 | 太平2  | 太平3 永安元 | 永安2 | 永安3 |